# Notre-Dame Cemetery

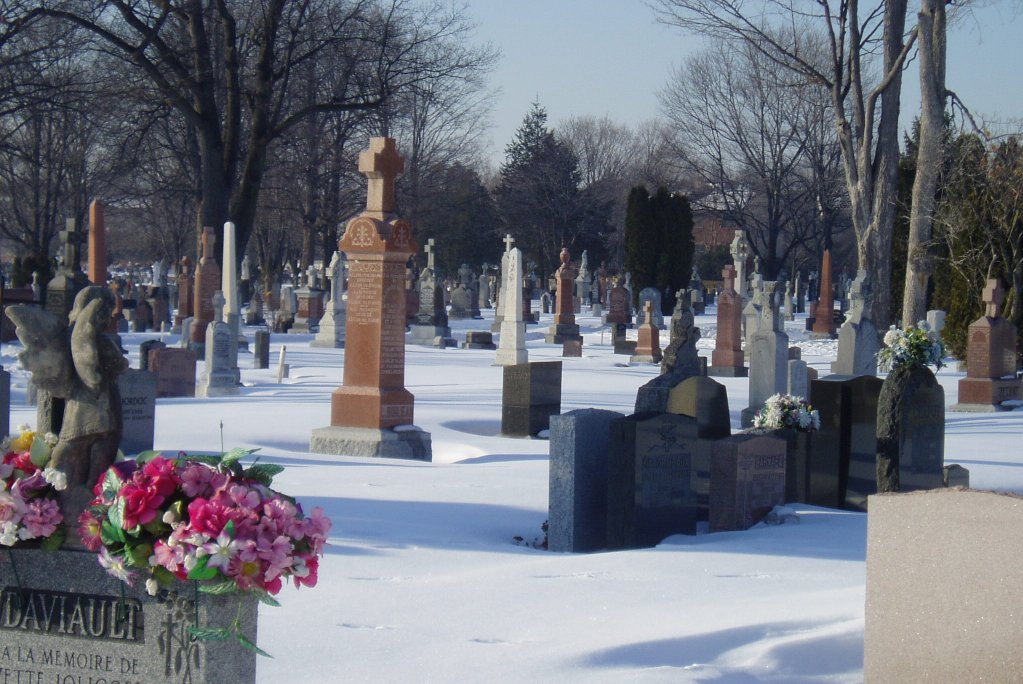
Notre Dame Cemetery, Ottawa

Notre-Dame Cemetery ist ein katholischer Friedhof in Ottawa, Ontario, Kanada. Er wurde 1872 eröffnet und ist der bedeutendste katholische Friedhof in Ontario. Der westliche Rand des Friedhofs befindet sich in Vanier, südlich des Beechwood Cemetery. Seine östliche Grenze ist der St. Laurent Boulevard. Der Friedhof ist die letzte Ruhestätte von mehr als 130.000 Menschen.

## Geschichte
Als die Stadt Ottawa ihre Friedhöfe in Lower Town (Barracks Hill Cemetery: 1788–1844 und Sandy Hill Cemetery: 1844–1872) schloss, erwarb Joseph Eugène Guigues, der erste Bischof von Ottawa (1848), 20 Acres Land von Herrn Bradley, um einen katholischen Friedhof einzurichten. Unter der Leitung von Canon Georges Bouillon entstanden die Pläne für den neuen Friedhof am 2. Oktober 1870. Im Jahr 1871 wurde mit den Bauarbeiten begonnen und am 1. Mai 1872 weihte Bischof Guigues das Gelände im Beisein von 8000 Gläubigen ein und der Friedhof wurde offiziell eröffnet.
Der Friedhof enthält die Kriegsgräber von 115 Soldaten des Commonwealth, 42 aus dem Ersten Weltkrieg und 73 aus dem Zweiten Weltkrieg.